# تپه رواسجان
تپه رواسجان مربوط به سده‌های میانه دوران‌های تاریخی پس از اسلام است و در شهرستان اهر، بخش مرکز ی، دهستان آذغان، روستای رواسجان واقع شده و این اثر در تاریخ ۱۵ دی ۱۳۸۷ با شمارهٔ ثبت ۲۳۹۵۷ به‌عنوان یکی از آثار ملی ایران به ثبت رسیده است.